# Dia Mundial del Pardal

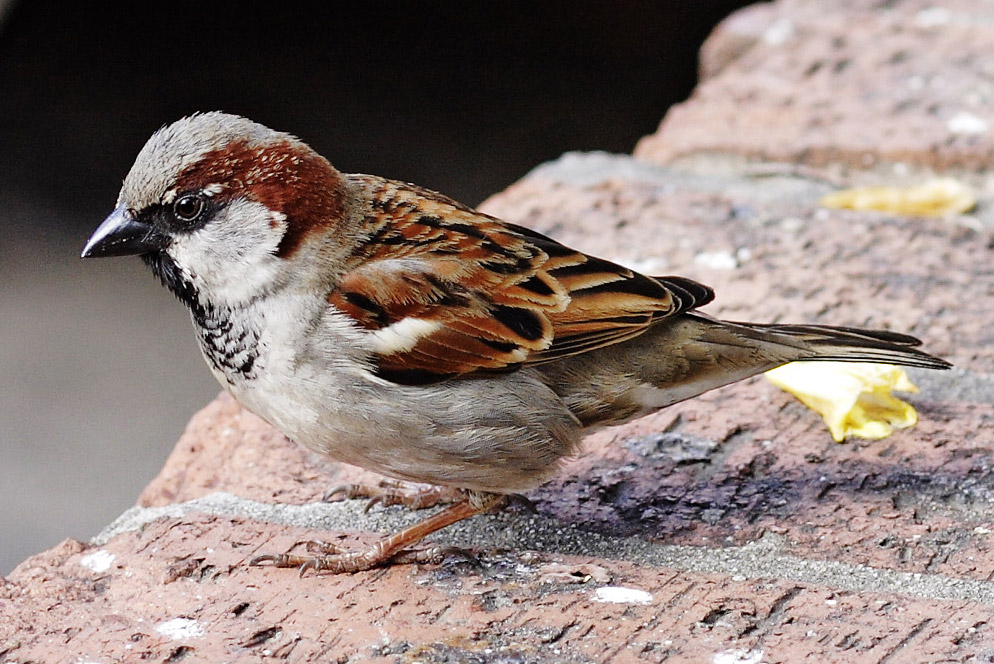
Pardal comú mascle (Passer domesticus)

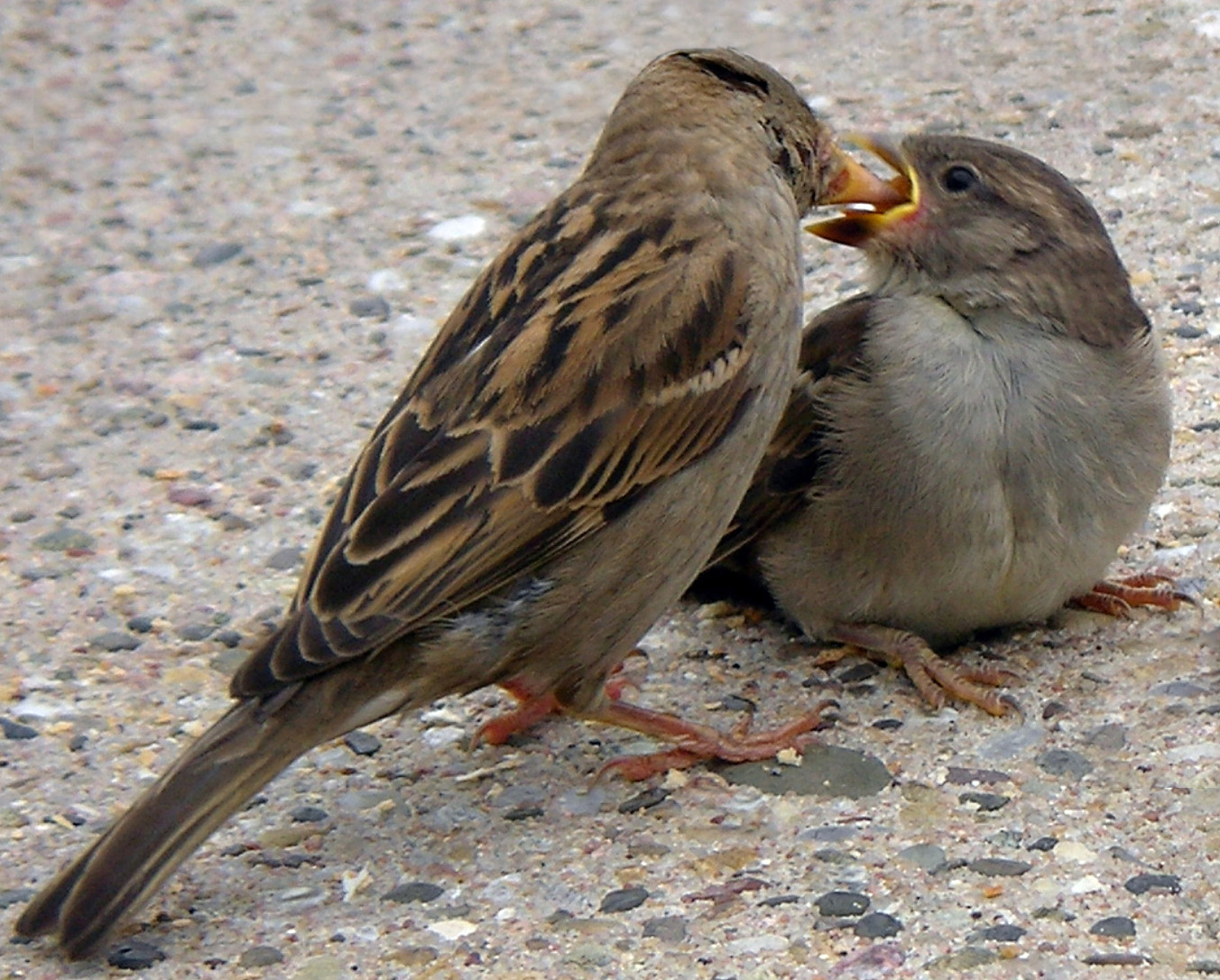
Famella de pardal alimentant a una cria

El 20 de març se celebra el Dia Mundial del Pardal per tal de conscienciar les persones de la situació de decreixement de les poblacions mundials de pardals (Passer domesticus). La seva desaparició comporta importants conseqüències sobre el medi ambient i l'espècie humana i respon a causes com la radiació electromagnètica, la agricultura intensiva, la contaminació ambiental i altres.
El pardal comú és una espècie sinantròpica, és a dir, capacitada per habitar ecosistemes urbans o antropitzats, adaptant-se a les condicions ambientals creades o modificades com a resultat de l'activitat humana. Adaptable i poc exigent pel que fa a l'hàbitat i a l'alimentació, aquest morador de pobles, ciutats i masos és, un comensal directe de l'ésser humà i, per tant, depèn estretament de les seves activitats per sobreviure, de manera que —quan un poble és abandonat pels seus habitants humans— els pardals comuns triguen ben poc a desaparèixer.
El primer Dia Mundial del Pardal es va celebrar el 2010 a diferents parts del món. Des d'aleshores, durant aquest dia es duen a terme activitats i esdeveniments diversos, com ara: concursos d'art, campanyes de sensibilització, processons, interaccions amb els mitjans de comunicació, etc.

## Història
El Dia Mundial del Pardal és una iniciativa internacional de Nature Forever Society, Eco-Sys Action i altres organitzacions que vetllen per la conservació de la fauna a tot el món. La finalitat d'aquesta iniciativa era dedicar un dia als pardals per tal de transmetre el missatge de la necessitat de la seva conservació i la d'altres ocells en situació similar i, a la vegada, fixar un dia per enaltir la diversitat biològica.
Segons les entitats impulsores el fenomen de la davallada dels pardals és realment greu. Entre els anys 1980 i 2015 a Europa la població d'aquests ocells va disminuir en un 64%. S'ha estimat que si aquesta tendència persisteix l'espècie serà condemnada a l'extinció aproximadament cap a l'any 2100. A Espanya, segons la Sociedad Española de Ornitologia, SEO/BirdLife, entre els anys 1998 i 2016, les poblacions de pardals han patit un descens del 5,44%. Segons el projecte de Seguiment d'Ocells Comuns a Catalunya (SOCC) de l'Institut Català d'Ornitologia, la tendència de disminució de la població del pardal comú, entre els anys 2002 i 2015, es correspongué a un decreixement del 3%.
SEO/BirdLife també ha contribuït a difondre la situació de risc de les poblacions de pardals a través d'una iniciativa, segons la qual s'escull cada any una espècie diferent d'ocell per tal d'expressar les amenaces que recauen sobre ella i fomentar recerques per tal de millorar la qualitat de vida de l'espècie en qüestió. Així, el 2016, es va fer una votació, en la qual els altres candidats van ser l'aufrany comú (Neophron percnopterus) i el sisó comú (Tetrax Tetrax), i on, finalment, el pardal comú (Passer Domesticus) va ser escollit com Au de l'any 2016.
La directora executiva de SEO/BirdLife, Asunción Ruíz, en la presentació d'una altra campanya —Bo per al pardal, bo per a tothom—, va argumentar que el declivi dels pardals exposa a l'ésser humà a un problema amb la qualitat ambiental a nivell global, ja que els pardals comuns són una espècie fortament lligada a l'espècie humana. També va argumentar que la seva condició de decreixement té una causa directa en la pèrdua de biodiversitat a pobles i ciutats, i que, en conseqüència, els humans hem d'incorporar, gestionar i protegir els espais verds.

## Causes del descens de les poblacions de pardals

### La radiació electromagnètica

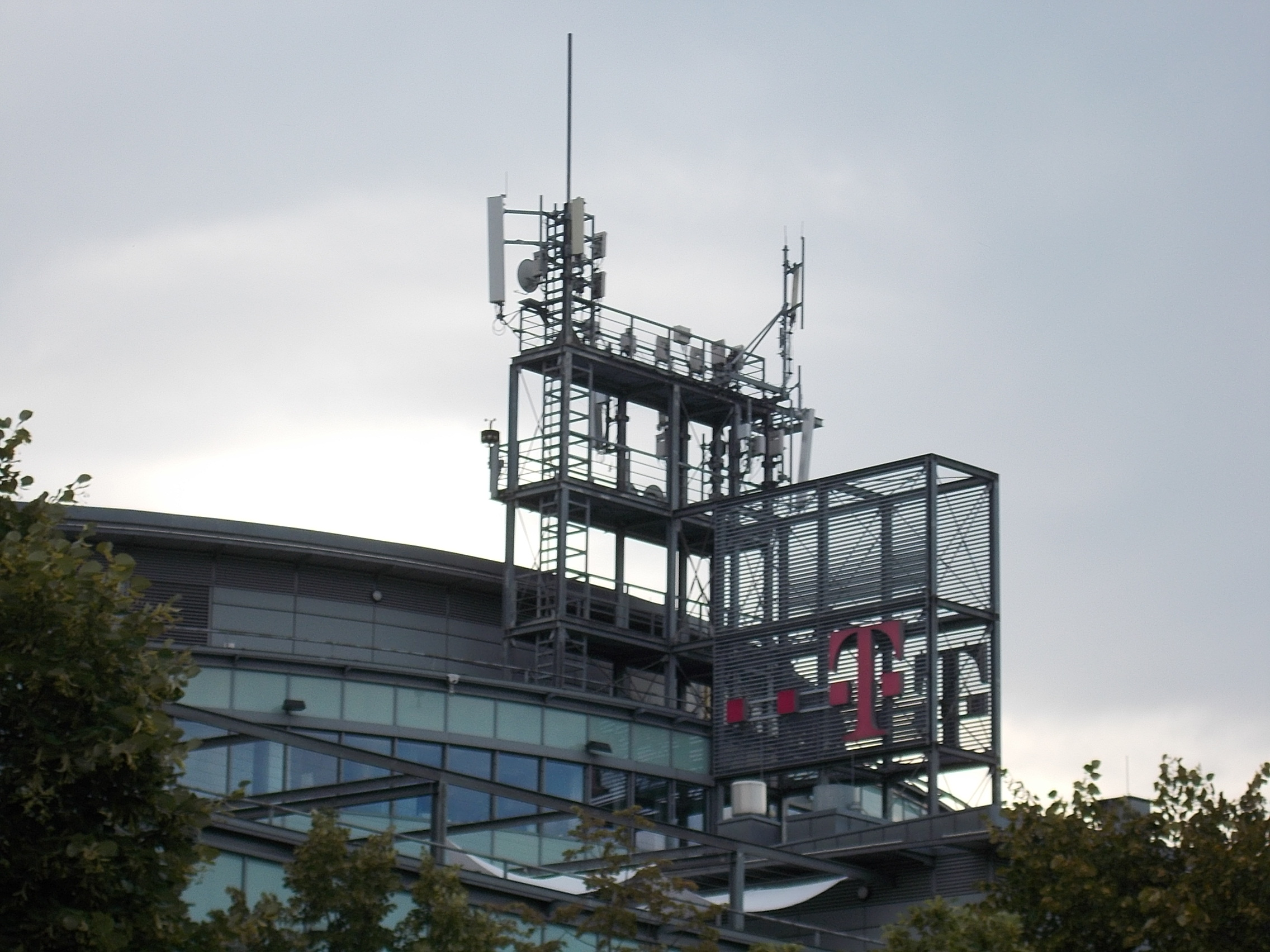
Infopark Telekom, Újbuda

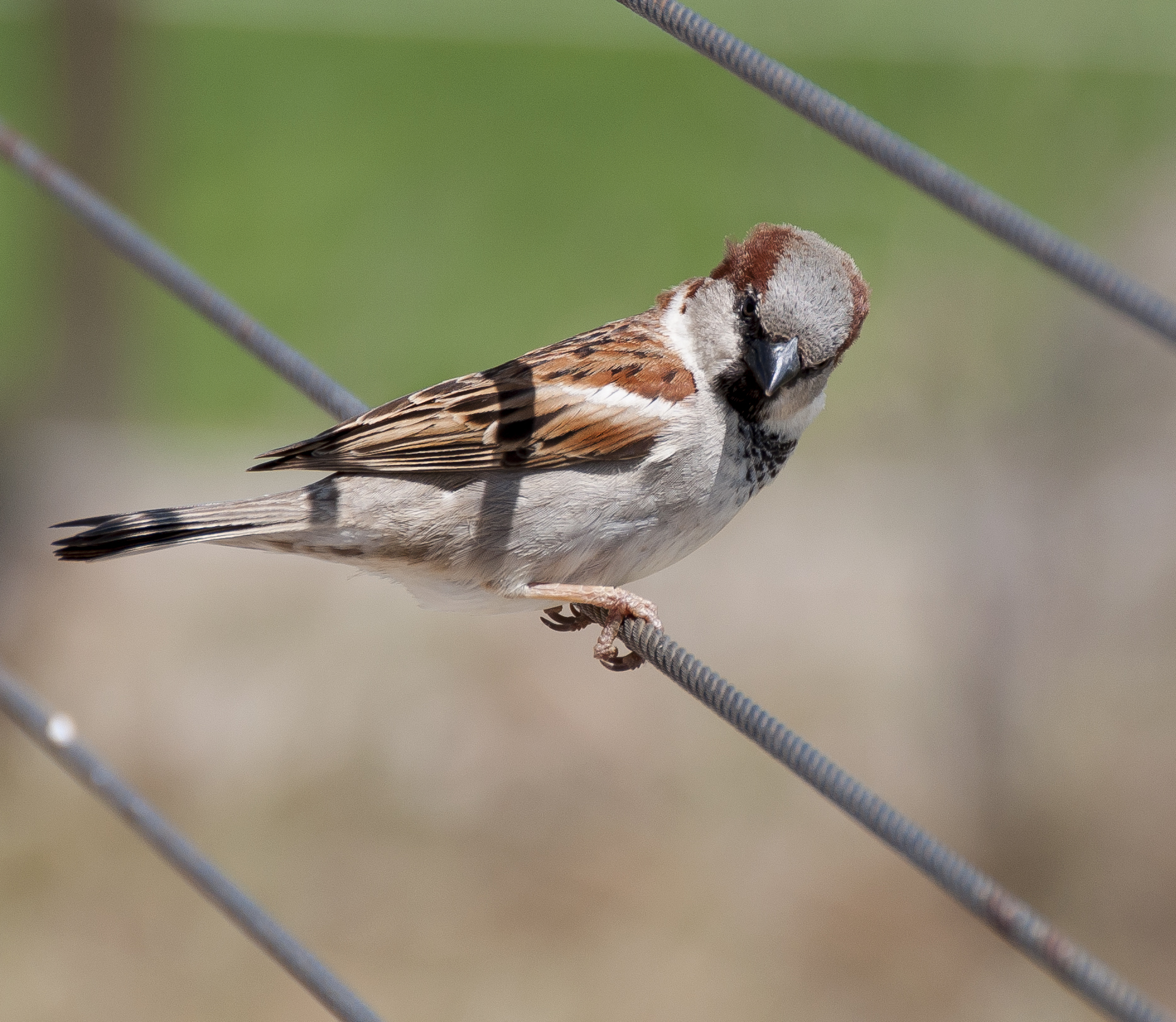
Un pardal parat en unes línies d'alta tensió

Un estudi d'Alfonso Balmori I Örjan Hallberg suporta la hipòtesi que la radiació dels camps electromagnètics de les antenes de telefonia mòbil són una de les causes de la disminució de la població de pardals. L'estudi es va basar en el control de la mida d'una població de pardals a Valladolid amb relació a la intensitat del camp elèctric mitjà (radiofreqüències i microones, rang: 1 MHz-3GHz). Es van realitzar 40 visites entre Octubre de 2002 i Maig de 2006 a 30 zones amb una àrea delimitada, on es va fer un mostreig que va consistir en el recompte de tots els pardals de la zona sense fer diferenciació per edat o sexe i en el mesurament de la intensitat de camp amb un mesurador portàtil de banda ampla. Es va observar que les zones amb una intensitat de camp electromagnètic baix, entre 0 i 1 V/m, són les que tenien una densitat de població elevada i que les àrees amb una intensitat major a 2 V/m el nombre de pardals era nul. La informació d'aquest i altres estudis suggereixen que els pardals prefereixen viure en zones amb una intensitat mitjana baixa i tendeixen a allunyar-se dels llocs amb elevats nivells de senyals electromagnètics.
Aquesta tendència a evitar zones amb contaminació electromagnètica es pot exemplificar amb l'estudi del seguiment a la Plaça de la Llibertat, una plaça del municipi de Besalú (Garrotxa), on es va instal·lar al gener del 2005 una picoantena amb una intensitat mitjana superior a 3 V/m, i es va retirar al març del mateix any. Es va observar un declivi dràstic del nombre de pardals quan es va posar en funcionament l'antena. A més, al desactivar-la, el nombre d'individus va augmentar notòriament.
Un altre exemple rau a la població de pardals al Regne Unit, ja que aquesta ha patit un descens molt important a les ciutats mitjanes i grans, però a les ciutats petites i els pobles el nombre d'individus s'ha mantingut invariable. Aquest fet s'explica amb l'elevat nombre d'antenes de telefonia i ús dels telèfons mòbils a les ciutats, que produeixen una contaminació electromagnètica important, no controlada pel govern. Els pobles, en canvi, no tenen més d'una estació base de telecomunicacions mòbil, fet que produeix que la intensitat de camp mitjana sigui molt baixa.
També es pot apreciar que el nombre mitjà de pardals varia al llarg de l'any, obtenint un nombre màxim a l'hivern i un mínim a la primavera. La tendència poblacional del pardal fa un declivi anual del 5%. Segons aquest fet s'esperaria la seva extinció cap al 2020.
Diversos estudis han arribat a la conclusió que la radiació electromagnètica afecta a biomolècules com l'ADN, té una influència en el sistema immunitari, afecta a l'èxit reproductiu, perjudica al cervell i al sistema nerviós i condiciona el desenvolupament intrauterí en molts animals podent arribar a ser la causa d'avortaments involuntaris.
La contaminació electromagnètica també pot afectar de manera indirecta als pardals, ja que disminueix la quantitat d'insectes, que són la principal font d'aliment de les cries.

### Agricultura intensiva

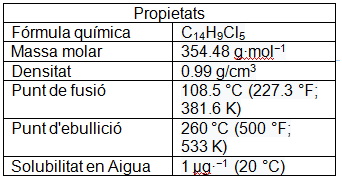
Taula de les propietats químiques del DDT.

Estructura química del 1,1,1-tricloro-2,2-bis(4-clorofenil)-età (DDT)

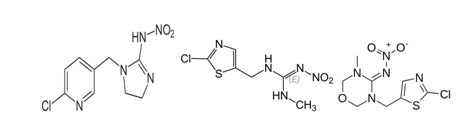
Principals tipus de insecticides de la família dels neonicotinoides: Imidacloprid, Clothianidin i Tiametoxam.

L'any 1962 es va instaurar la Política Agrària Comú (PAC) amb la intenció d'augmentar la producció alimentària i millorar les condicions de vida dels agricultors, per tal de abaixar els preus del productes i fer-los assequibles per tots els ciutadans. La PAC es va aplicar homogèniament per tot Europa i s'ha adaptat a l'evolució de les polítiques agriculturals europees i mundials. Així, ha incorporat les fites de seguretat alimentària, desenvolupament rural, cohesió dels territoris i qualitat dels productes. Actualment, un objectiu molt important que tracten és la conservació de la biodiversitat silvestre i els paisatges i comunitats rurals.
La intensificació agrària té molts avantatges en el desenvolupament de la població i en el progrés de la societat, però alhora comporta una greu pèrdua de biodiversitat silvestre. A Europa, a aquest procés se'l considera el responsable directe del descens generalitzat de totes les espècies d'ocells lligades a hàbitats i ambient agraris. Aquests ocells han patit una pèrdua poblacional els darrers anys, a diferència de les espècies d'altres hàbitats que no l'han patit.
Els efectes de l'agricultura intensiva sobre els ocells han estat especialment estudiats, gràcies principalment per la seva fàcil detectabilitat, la claredat taxonòmica i la seva consideració com a bons indicadors de l'estat dels ecosistemes. A més, els efectes de l'augment d'intensitat agrària també influeix en altres grups taxonòmics, ja que s'han registrat pèrdues en les poblacions de plantes, invertebrats, altres organismes terrestres i mamífers.
Segons Juan Carlos del Moral, coordinador de l'àrea d'estudi i seguiment de l'avifauna de l'Organització Espanyola d'Ornitologia, un dels majors problemes que afecten avui dia als pardals junt amb totes les espècies d'ocells lligades a ambients agrícoles en general, és l'ús de les noves generacions de insecticides i pesticides, assenyalant concretament la família dels neonicotinoides.
Aquests productes derivats de la nicotina són actualment un dels més utilitzats a nivell mundial i estan eliminant la base de la cadena tròfica, ja que fulminen tot tipus d'insectes que formen part de la dieta d'ocells i petits mamífers. Els neonicotinoides actuen en el sistema nerviós central dels insectes, provocant-los paràlisis la qual cosa els condueix a la mort en poques hores. Segons l'EPA (Agència de Protecció Ambiental dels EUA) aquests insecticides presenten un nivell de toxicitat entre ll (moderadament perillós) i lll (lleugerament perillós), fet que explica que en mamífers tinguin una toxicitat baixa. En insectes, però, la toxicitat és més important, ja que els productes bloquegen una ruta neuronal específica no present en mamífers (receptor d'acetilcolina nicotínic postsinàptic).

### Contaminació ambiental
Un dels elements més significatius que tenen un efecte negatiu sobre el medi ambient són els metalls pesants, com el Mercuri (Hg) i Plom (Pb). Aquests productes apareixen en el cicle geològic i a través de les activitats antropogèniques, tals com els processos d'industrialització i d'altres relacionats amb l'ús del petroli. Aquests metalls afecten a tot tipus d'ocells suprimint el seu sistema immunitari, incrementant el nivell d'agressivitat enfront d'altres passeriformes territorials, empitjoren el sistema endocrí i provoquen diverses disfuncions reproductives. Els pardals són una de les espècies que s'utilitzen com a bioindicador de la quantitat de metalls pesants gràcies a la seva fàcil detecció i al fet que tenen una distribució globalitzada i alta taxa reproductiva, són sedentaris i estan lligats a ambients urbans.

### Altres factors

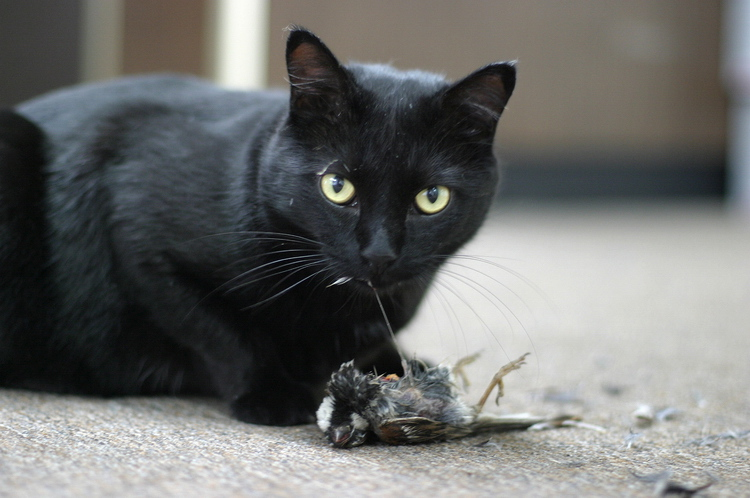
Un gat caçador

Als darrers anys s'ha produït un increment en les poblacions d'espècies d'ocells locals, com els coloms, i exòtiques, com la cotorra de pit roig. Aquests ocells competeixen amb els pardals a l'hora d'aconseguir menjar i llocs per a establir-ne els nius.
A més, segons Juan Carlos del Moral, la neteja en les ciutats també redueix significativament la quantitat d'aliment disponible i tenen una major dificultat per a trobar llocs aptes per a nidificar, a causa de la generalització de les noves edificacions de ciment on no hi ha espai suficient per a crear un niu estable i la tala de les branques d'arbres vells, que són localitzacions ideals per a nidificar.
Finalment, a aquesta progressiva dificultat per a trobar aliment i localitzacions aptes per a nidificar, s'afegeix l'auge de la població dels seus depredadros: els gats de carrer (Felis Catus).

## Conseqüències del descens de les poblacions de pardals
Els pardals són animals lligats als éssers humans que serveixen com a bioindicador de la qualitat de vida de l'entorn. Per tant, el seu declivi generalitzat reflecteix un empitjorament del medi ambient que afecta negativament a moltes espècies de plantes i animals, inclosa l'espècie humana.
La desaparició tant dels pardals com d'altres ocells produeix un augment significatiu de la població d'insectes, que poden arribar a constituir plagues, les quals acaben amb les collites i provoquen problemes de fam. Un altre efecte derivat de la desaparició dels ocells és l'augment de les poblacions de rates, les quals històricament ja han protagonitzat la transmissió de malalties en humans, on destaca el cas de la Pesta Negra que aproximadament ha provocat 200 milions de morts. Actualment, les rates són les transmissores de moltes altres malalties, com la Leptospirosi, coriomeningitis limfocítica i l'hantavirus.
A més, com que els pardals estan relacionats amb les pol·linitzacions al estar en contacte directe amb les llavors, la seva desaparició provoca una pèrdua de biodiversitat.
Finalment, el fet que els pardals estan desapareixent reflecteix unes pràctiques humanes inapropiades, que tenen efectes negatius tant en el medi ambient com en els propis humans. Aquestes pràctiques tenen diverses conseqüències: desertificació del sól, contaminació, radiació electromagnètica i el desastre de les colònies apícoles.

## Mesures preventives
Per a aturar el declivi dels pardals i evitar-ne la seva extinció s'han d'aplicar diverses mesures preventives tant a nivell d'organització estatal com individual.

### Mesures a nivell d'estat
- Regularitzar i estabilitzar el creixement demogràfic i l'ús del territori i els recursos naturals per tal d'establir un desenvolupament sostenible.
- Fer controls de la qualitat ambiental, establir límits de contaminació a cada regió i assegurar-se que no són excedits.
- Inculcar valors ecològics (reduir, reutilitzar i reciclar les deixalles), eliminar tant com es pugui les fonts de contaminació greus, reduir l'ús i desaprofitament d'energia i promoure la introducció de tecnologia neta.
- Aplicar polítiques estrictes sobre les pràctiques agrícoles per tal d'eliminar-ne les inadequades, així com l'ús abusiu de pesticides i fertilitzants.
- Introducció de més zones verdes a les ciutats i fonamentar les iniciatives que volen prevenir males pràctiques sobre el medi ambient.

### Mesures a nivell de les persones
- Conscienciar la ciutadania sobre les pràctiques que es duen a terme a cada país, exigir més qualitat i sostenibilitat sobre el medi ambient en els sistemes d'explotació i alimentació.
- Mobilitzar els i les consumidores contra els productes agraris inadequats i donar suport les entitats que denuncien les males pràctiques.
- Crear nius artificials i punts d'alimentació addicionals, per tal d'assegurar que els pardals tenen cobertes les necessitats bàsiques.